# Leptotila jamaicensis
Leptotila jamaicensis е вид птица от семейство Гълъбови (Columbidae).

## Разпространение
Видът е разпространен в Бахамските острови, Белиз, Кайманови острови, Колумбия, Мексико, Търкс и Кайкос, Хондурас и Ямайка.